# Vuur/water
Vuur/water is de 69ste aflevering van VTM's politieserie Zone Stad. De aflevering wordt in Vlaanderen voor het eerst uitgezonden op 21 maart 2011.

## Plot
Wanneer hij een sigaret wil aansteken, schiet een jonge brandweerman spontaan in brand. Als niet veel later een van zijn vrouwelijke collega's slachtoffer wordt van een gelijkaardig incident, vermoeden Tom Segers en Fien Bosvoorde dat er kwaad opzet in het spel is.
Intussen blijft Tom graven in het verleden van zijn vader en zoekt Fien opnieuw toenadering tot psychopaat Maarten De Ryck.

## Gastrollen
- Koen De Graeve - Maarten De Ryck
- Lut Tomsin - Jeanine Segers
- Christophe Haddad - Maxim Verbist
- Guido De Craene - Mark Lathouwers
- Anne Denolf - Ingrid Vermanderen
- Marijn De Valck - Albert Bellinckx
- Steve Geerts - Bjorn Castermans
- Pieter Verelst - Mick van Hoof
- Kadèr Gürbüz - Vrouw van David
- Nico Sturm - Dieter Blomme
- Bob De Moor - Walter Herrijger
- Kathleen Goossens - Margo Van Roy